# بسی-آن-شم
بسی-آن-شم (به فرانسوی: Bessey-en-Chaume) یک کمون در فرانسه با جمعیت ۱۰۴ نفر است که در Canton of Bligny-sur-Ouche واقع شده‌است.